# Innenministerkonferenz

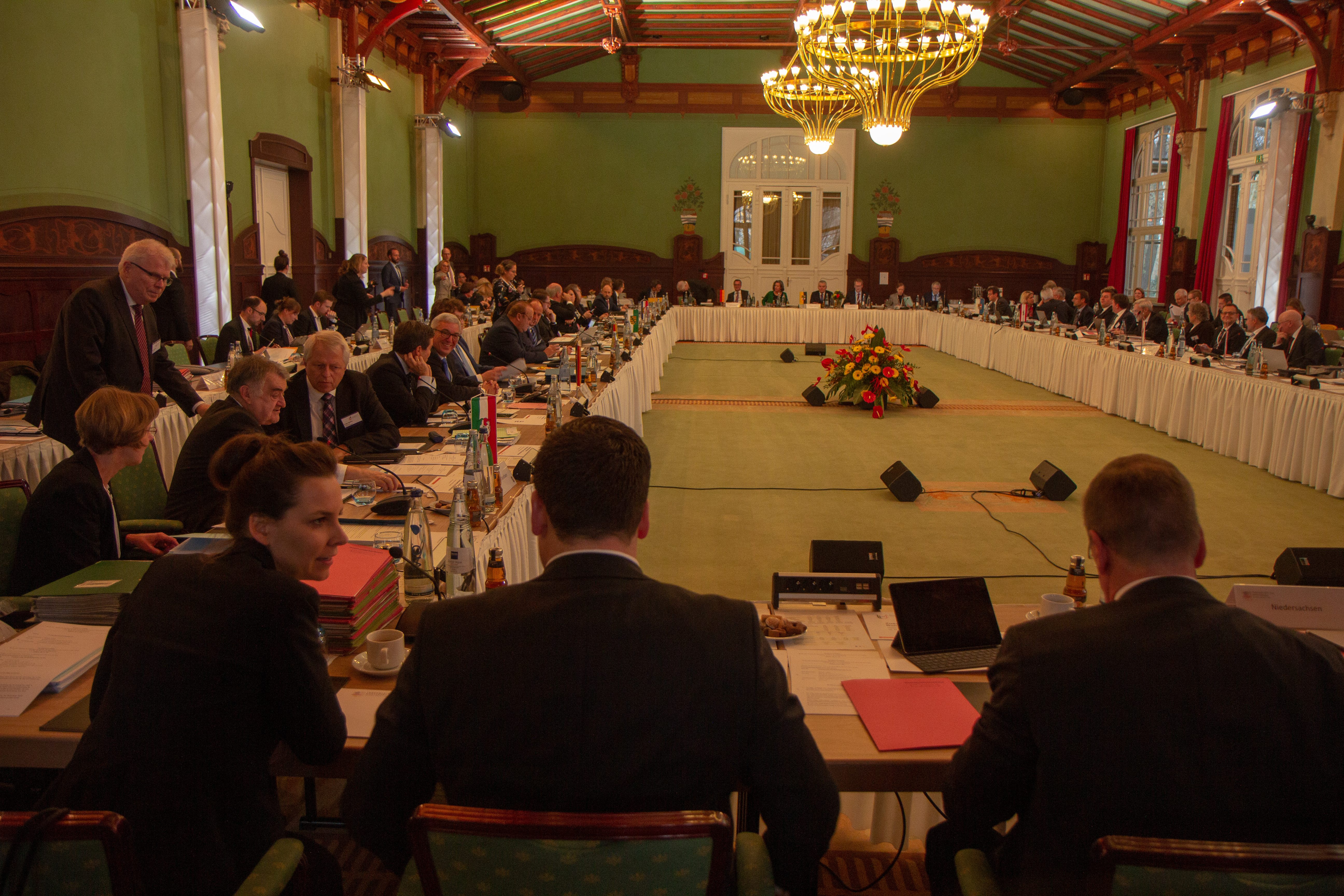
209. Innenministerkonferenz der Länder, Magdeburg 2018

Die Ständige Konferenz der Innenminister und -senatoren der Länder, kurz Innenministerkonferenz (IMK) ist ein interföderales Abstimmungsgremium der Innenminister und Innensenatoren der deutschen Länder. An ihr nimmt auch die Bundesinnenministerin als Gast teil. Der Vorsitz wechselt jährlich zwischen den Ländern in alphabetischer Reihenfolge.
Seit dem 9. Januar 2025 führt Ulrich Mäurer (SPD) im Amt des bremischen Innensenators als Nachfolger von Katrin Lange (SPD) die Innenministerkonferenz. Lange hielt seit dem Regierungswechsel in Brandenburg ab dem 11. Dezember 2024 den Vorsitz inne.

## Überblick
Die Konferenz wurde 1954 begründet, um der zuvor bereits bestehenden fachlichen Zusammenarbeit einen politischen Stellenwert zu geben. 1977 verabschiedete die Konferenz den Musterentwurf eines einheitlichen Polizeigesetzes, der seitdem in unregelmäßigen Abständen fortgeschrieben wird.
Die Geschäftsstelle der Innenministerkonferenz ist dem Sekretariat des Bundesrats angegliedert, doch ist die IMK kein Organteil des Bundes.
Die IMK tagt üblicherweise zweimal im Jahr. Aufgrund aktueller politischer Entwicklungen oder Gefahrenlagen für die Innere Sicherheit können kurzfristige Sondersitzungen einberufen werden. Beschlüsse können auch im schriftlichen Umlaufverfahren gefasst werden. Für die Beschlussfassung der IMK gilt das Prinzip der Einstimmigkeit, es besteht dabei auch die Möglichkeit, sich zu enthalten.
Regelmäßig zwei Wochen vor den Sitzungen der Innenministerkonferenz tagen die Staatssekretäre und Staatsräte zur Vorbereitung der Sitzungen der Minister und Senatoren im Rahmen einer so bezeichneten Vorkonferenz.
Die Tagungen der Innenministerkonferenz werden normalerweise von einem Vortrag des Bundesinnenministers zur innenpolitischen Sicherheitslage eröffnet. Die eigentliche Konferenz der Innenminister selbst orientiert sich an der Form des „Kamingesprächs“. Die Ergebnisse der Tagungen werden vom jeweiligen Vorsitzenden der Innenministerkonferenz gemeinsam mit dem Bundesinnenminister vorgestellt.
Seit 2000 sind die Beschlüsse der Innenministerkonferenz öffentlich, falls nicht ein Land oder der Bund der Veröffentlichung widerspricht.

## Arbeitskreise
Unterstützt wird die Arbeit der Innenministerkonferenz durch sechs Facharbeitskreise. Den Arbeitskreisen gehören die jeweiligen Abteilungsleiter der Innenressorts der Länder und des Bundes an. Im „Arbeitskreis II“ (AK II) sind außerdem die Präsidenten des Bundeskriminalamtes und der Deutschen Hochschule der Polizei Mitglieder. Im „Arbeitskreis IV“ (AK IV) nimmt der Präsident des Bundesamtes für Verfassungsschutz an den Sitzungen teil.
- AK I – Staatsrecht und Verwaltung (u. a. Verfassungsrecht, Ausländerrecht, Datenschutz, Verwaltungsrecht)
- AK II – Innere Sicherheit (u. a. Gefahrenabwehr, Bekämpfung des Terrorismus, Angelegenheit der Polizei)
- AK III – Kommunale Angelegenheiten
- AK IV – Verfassungsschutz
- AK V – Feuerwehrangelegenheiten, Rettungswesen, Katastrophenschutz und zivile Verteidigung
- AK VI – Organisation, öffentliches Dienstrecht und Personal

## Vorsitzende der Innenministerkonferenz seit 2000
| Jahr | Jahr | Bild                                                                         | Name (Lebensdaten) | Partei | Bundesland             | Sitzungsort                                                                                       |               |
| ---- | ---- | ---------------------------------------------------------------------------- | --- | ------ | ---------------------- | ------------------------------------------------------------------------------------------------- | ------------- |
|      | 2000 | Fritz Behrens im Mai 2002                                                    | Fritz Behrens (* 1948) | SPD    | Nordrhein-Westfalen    | - 4. bis 5. Mai: Düsseldorf                                                                       | [ 6 ]         |
|      | 2001 |                                                                              | Manfred Püchel (* 1951) | SPD    | Sachsen-Anhalt         | - N/A                                                                                             | [ 7 ]         |
|      | 2002 |                                                                              | Kuno Böse (* 1949) | CDU    | Bremen                 | - 6. Juni: Bremerhaven - 6. Dezember: Bremerhaven                                                 | [ 8 ]         |
|      | 2003 |                                                                              | Andreas Trautvetter (* 1955) | CDU    | Thüringen              | - 15. Mai: Erfurt - 21. November: Jena                                                            | [ 9 ]         |
|      | 2004 | Klaus Buß                                                                    | Klaus Buß (* 1942) | SPD    | Schleswig-Holstein     | - 8. Juli: Kiel - 19. November: Lübeck                                                            | [ 10 ]        |
|      | 2005 | Heribert Rech, 2013                                                          | Heribert Rech (* 1950) | CDU    | Baden-Württemberg      | - 24. Juni: Stuttgart - 9. Dezember: Karlsruhe                                                    | [ 11 ]        |
|      | 2006 | Günther Beckstein (2012)                                                     | Günther Beckstein (* 1943) | CSU    | Bayern                 | - 5. Mai: Garmisch-Partenkirchen - 4. September: Berlin - 17. November: Nürnberg                  | [ 12 ]        |
|      | 2007 | Körting 2013                                                                 | Ehrhart Körting (* 1942) | SPD    | Berlin                 | - 1. Juni: Berlin - 7. September: Berlin - 7. Dezember: Berlin                                    | [ 12 ]        |
|      | 2008 | Jörg Schönbohm 2009 bei einer Wahlkampfveranstaltung der CDU in Berlin-Tegel | Jörg Schönbohm (1942–2019) | CDU    | Brandenburg            | - 18. April: Bad Saarow - 21. November: Potsdam                                                   | [ 13 ]        |
|      | 2009 | Ulrich Mäurer, Innensenator des Bundeslandes Bremen                          | Ulrich Mäurer (* 1951) | SPD    | Bremen                 | - 5. Juni 2009: Bremerhaven - 4. Dezember 2009: Bremen                                            | [ 14 ]        |
|      | 2010 | Christoph Ahlhaus                                                            | Christoph Ahlhaus (* 1969) | CDU    | Hamburg                | - 28. Mai: Hamburg - 19. November: Hamburg                                                        | [ 14 ]        |
|      | 2010 | Heino Vahldieck 2011                                                         | Heino Vahldieck (* 1955) | CDU    | Hamburg                | - 28. Mai: Hamburg - 19. November: Hamburg                                                        | [ 14 ]        |
|      | 2011 | Boris Rhein (2013)                                                           | Boris Rhein (* 1972) | CDU    | Hessen                 | - 22. Juni 2011: Frankfurt am Main - 9. Dezember 2011: Wiesbaden                                  | [ 15 ]        |
|      | 2012 | Lorenz Caffier, 2014                                                         | Lorenz Caffier (* 1954) | CDU    | Mecklenburg-Vorpommern | - 22. März 2012: Berlin (Sondersitzung) - 1. Juni 2012: Göhren-Lebbin - 7. Dezember 2012: Rostock | [ 15 ]        |
|      | 2013 | Uwe Schünemann im Jahr 2009                                                  | Uwe Schünemann (* 1964) | CDU    | Niedersachsen          | - 24. Mai: Hannover - 6. Dezember: Osnabrück                                                      | [ 16 ]        |
|      | 2013 | Boris Pistorius, 2017                                                        | Boris Pistorius (* 1960) | SPD    | Niedersachsen          | - 24. Mai: Hannover - 6. Dezember: Osnabrück                                                      | [ 16 ]        |
|      | 2014 | Ralf Jäger                                                                   | Ralf Jäger (* 1961) | SPD    | Nordrhein-Westfalen    | - 11. bis 13. Juni: Bonn - 11. bis 12. Dezember: Köln                                             | [ 6 ]         |
|      | 2015 | Roger Lewentz (2016)                                                         | Roger Lewentz (* 1963) | SPD    | Rheinland-Pfalz        | - 23. März: Brüssel (Sondersitzung) - 24. bis 26. Juni: Mainz - 3. bis 4. Dezember: Koblenz       | [ 17 ]        |
|      | 2016 | Klaus Bouillon (2015)                                                        | Klaus Bouillon (* 1947) | CDU    | Saarland               | - 15. bis 17. Juni: Mettlach-Orscholz - 29. bis 30. Dezember: Saarbrücken                         | [ 18 ]        |
|      | 2017 | Markus Ulbig, 2013                                                           | Markus Ulbig (* 1964) | CDU    | Sachsen                | - 12. bis 14. Juni: Dresden - 7. bis 8. Dezember: Leipzig                                         | [ 19 ]        |
|      | 2017 | Roland Wöller (* 1970)                                                       | | CDU    | Sachsen                | - 12. bis 14. Juni: Dresden - 7. bis 8. Dezember: Leipzig                                         | [ 19 ]        |
|      | 2018 | Holger Stahlknecht, 2012                                                     | Holger Stahlknecht (* 1964) | CDU    | Sachsen-Anhalt         | - 6. bis 8. Juni: Quedlinburg - 28. bis 30. November: Magdeburg                                   | [ 19 ]        |
|      | 2019 | Hans-Joachim Grote                                                           | Hans-Joachim Grote (* 1955) | CDU    | Schleswig-Holstein     | - 12. bis 14. Juni: Kiel - 4. bis 6. Dezember: Lübeck                                             | [ 20 ]        |
|      | 2020 | Georg Maier                                                                  | Georg Maier (* 1967) Auf Grund der Regierungskrise in Thüringen war der Thüringer Innenministerposten zwischen dem 5. Februar und dem 3. März 2020 vakant; Hans-Joachim Grote (CDU) führte in dieser Zeit als 1. Stellvertretender Vorsitzender die Geschäfte der IMK kommissarisch | SPD    | Thüringen              | - 17. bis 19. Juni: Erfurt - 10. bis 11. Dezember: Berlin 1                                       | [ 21 ]        |
|      | 2021 | Thomas Strobl, 2017                                                          | Thomas Strobl (* 1960) | CDU    | Baden-Württemberg      | - 16. bis 18. Juni: Rust - 1. bis 3. Dezember: Stuttgart                                          | [ 22 ] [ 23 ] |
|      | 2022 |                                                                              | Joachim Herrmann (* 1956) | CSU    | Bayern                 | - 1. bis 3. Juni: Würzburg - 30. November bis 2. Dezember: München                                | [ 12 ]        |
|      | 2023 |                                                                              | Iris Spranger (* 1961) | SPD    | Berlin                 | - 14. bis 16. Juni: Berlin - 6. bis 8. Dezember: Berlin                                           | [ 24 ]        |
|      | 2024 | Michael Stübgen, 2024                                                        | Michael Stübgen (* 1959) | CDU    | Brandenburg            | - 19. bis 21. Juni: Potsdam - 4. bis 6. Dezember: Rheinsberg                                      | [ 25 ]        |
|      | 2024 |                                                                              | Katrin Lange (* 1971) | SPD    | Brandenburg            | - 19. bis 21. Juni: Potsdam - 4. bis 6. Dezember: Rheinsberg                                      | [ 25 ]        |
|      | 2025 | Ulrich Mäurer (2018)                                                         | Ulrich Mäurer (* 1951) | SPD    | Bremen                 | - 11.–13. Juni 2025: Bremerhaven                                                                  | [ 26 ]        |

## Satire
- Die Innenministerkonferenz